# Пєтушки (Гагарінський район)
Пєтушки (рос. Петушки) — присілок Гагарінського району Смоленської області Росії. Входить до складу Самуйловського сільського поселення.
Населення — 306 осіб.